# Hypena viridifascia
Hypena viridifascia är en fjärilsart som beskrevs av Fletcher 1963. Hypena viridifascia ingår i släktet Hypena och familjen nattflyn. Inga underarter finns listade i Catalogue of Life.